# Lago Moo
Il lago Moo (pronuncia [mu]) o lago Mu è un piccolo bacino lacustre di origine glaciale situato a 1110 m s.l.m. in un altopiano nel tratto piacentino dell'Appennino Ligure, nel comune di Ferriere, in provincia di Piacenza. Di formazione da sbarramento glaciale si trova in avanzato stato di riempimento.

## Idronimo ed etimologia
L'idronimo Moo o Mu, talvolta reso come Mou e trascritto anche nella forma Mone da Antonio Boccia, sembrerebbe significare "umido", "bagnato" da moio o moia (terreno acquitrinoso), derivante dal latino molleus (vedi anche il piacentino möi con analogo significato).

## Geografia fisica
Il lago vero e proprio è limitato a poche decine di metri quadrati di superficie, mentre una vasta area circostante di alcune migliaia di metri quadrati risulta paludosa e ricoperta da vegetazione erbosa tipica delle medie quote appenniniche. Lo specchio d'acqua si sta trasformando in torbiera, ambiente che caratterizza tutta la zona.

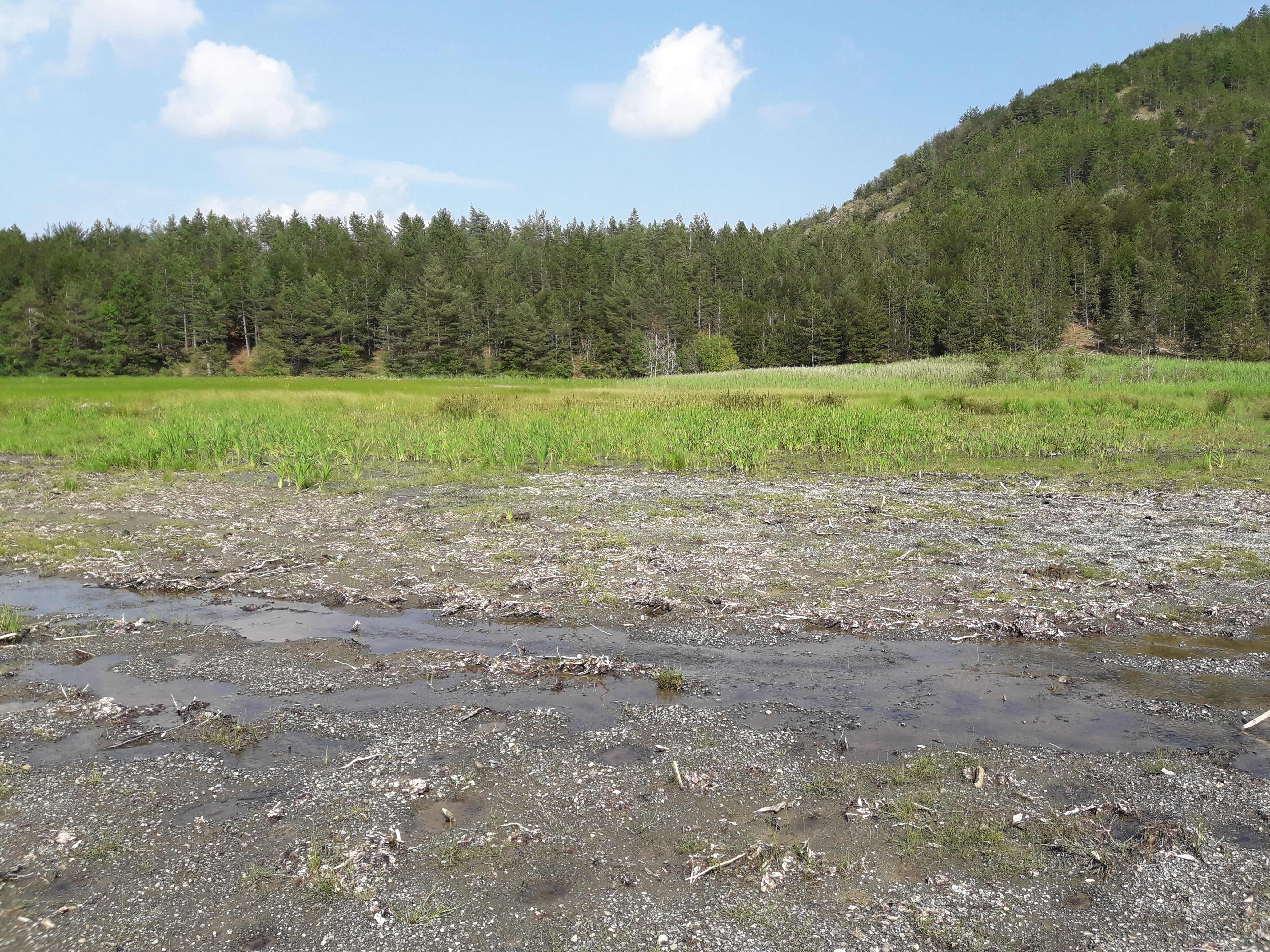
La zona paludosa al limitare dello specchio d'acqua

Il nome del lago viene comunemente esteso come riferimento all'altopiano caratteristico che funge anche da bacino di raccolta delle precipitazioni, provenienti dai crinali dei monti che creano una suggestiva corona attorno al luogo.

## Eventi
Dal 1989 per trent'anni il comune e la pro loco di Ferriere hanno organizzato la Festinquota, un raduno campestre in tenda che nel corso di ogni edizione vedeva la partecipazione di migliaia di persone dalle province limitrofe. 
Il comportamento di alcuni partecipanti ha obbligato le forze dell'ordine a vietare l'accensione di fuochi in aree boschive o in zone pericolose, permettendo l'utilizzo di poche aree predisposte all'uso collettivo.

## Infrastrutture e trasporti

### Sentieri di accesso
Il lago Moo è raggiungibile da Canadello, frazione di Ferriere, risalendo l'ampia mulattiera indicata con il numero di sentiero 021, lunga circa 4 km e non percorribile con mezzi a motore. Le pendenze non eccessive e le difficoltà modeste rendono l'itinerario escursionistico adatto anche a escursionisti non allenati e famiglie.